# 托里比奧卡薩諾瓦區
托里比奧卡薩諾瓦區（西班牙語：Distrito de Toribio Casanova），是秘魯的一個區，位於該國北部卡哈馬卡大區的庫特爾沃省，始建於1954年11月19日，面積40.7平方公里，海拔高度1,000米，2005年人口1,589，人口密度每平方公里39人。